# Rajewski
Rajewski (ros. Раевский) – wieś w Rosji, w Baszkortostanie, stolica rejonu alszejewskiego, 100 km na południowy zachód od Ufy.

## Demografia
- 2005 – 19 400[2]
- 2020 – 18 976[1]